# Austronibea oedogenys
Austronibea oedogenys är en fiskart som beskrevs av Trewavas, 1977. Austronibea oedogenys ingår i släktet Austronibea och familjen havsgösfiskar. Inga underarter finns listade.